# Asilus albipilosus
Asilus albipilosus är en tvåvingeart som beskrevs av Macquart 1846. Asilus albipilosus ingår i släktet Asilus och familjen rovflugor. Inga underarter finns listade i Catalogue of Life.